# Marie-Curie-Schule (Ronnenberg)
Die Marie-Curie-Schule ist eine Kooperative Gesamtschule (KGS) mit Oberstufe in Ronnenberg, einer Stadt in der Region Hannover in Niedersachsen. Die Schule ist nach Marie Curie benannt.
Die Schule wurde 1994 gegründet und von 2004 bis 2015 als offene Ganztagsschule geführt. Seit dem Schuljahr 2015/16 ist die MCS eine teilgebundene Ganztagsschule. Daher besitzt sie an beiden Standorten jeweils eine Mensa sowie Freizeit- und offene Lernbereiche. Die Marie-Curie-Schule umfasst die Jahrgänge 5–13. Die Klassen 5–6 werden im Ortsteil Ronnenberg, die Jahrgänge 7–13 im Hauptgebäude am Standort Empelde unterrichtet. Es besuchen etwa 1400 Schülerinnen und Schüler die Schule und werden von etwa 120 Lehrkräften unterrichtet.
Die Marie-Curie-Schule ist die einzige weiterführende Schule der Stadt Ronnenberg. Mit ihren drei Schulzweigen und der Oberstufe bietet sie alle Abschlüsse an, die in allgemeinbildenden Schulen erreicht werden können.
Der spätere Landtagsabgeordnete Brian Baatzsch machte hier seinen Abschluss 2015. Marlo Kratzke, deutscher Kommunalpolitiker der SPD und Bürgermeister der Stadt Ronnenberg, machte hier  2011 seinen Abschluss. Die Schule ist eine Schule ohne Rassismus – Schule mit Courage.